# Günter Lenz (Musiker)

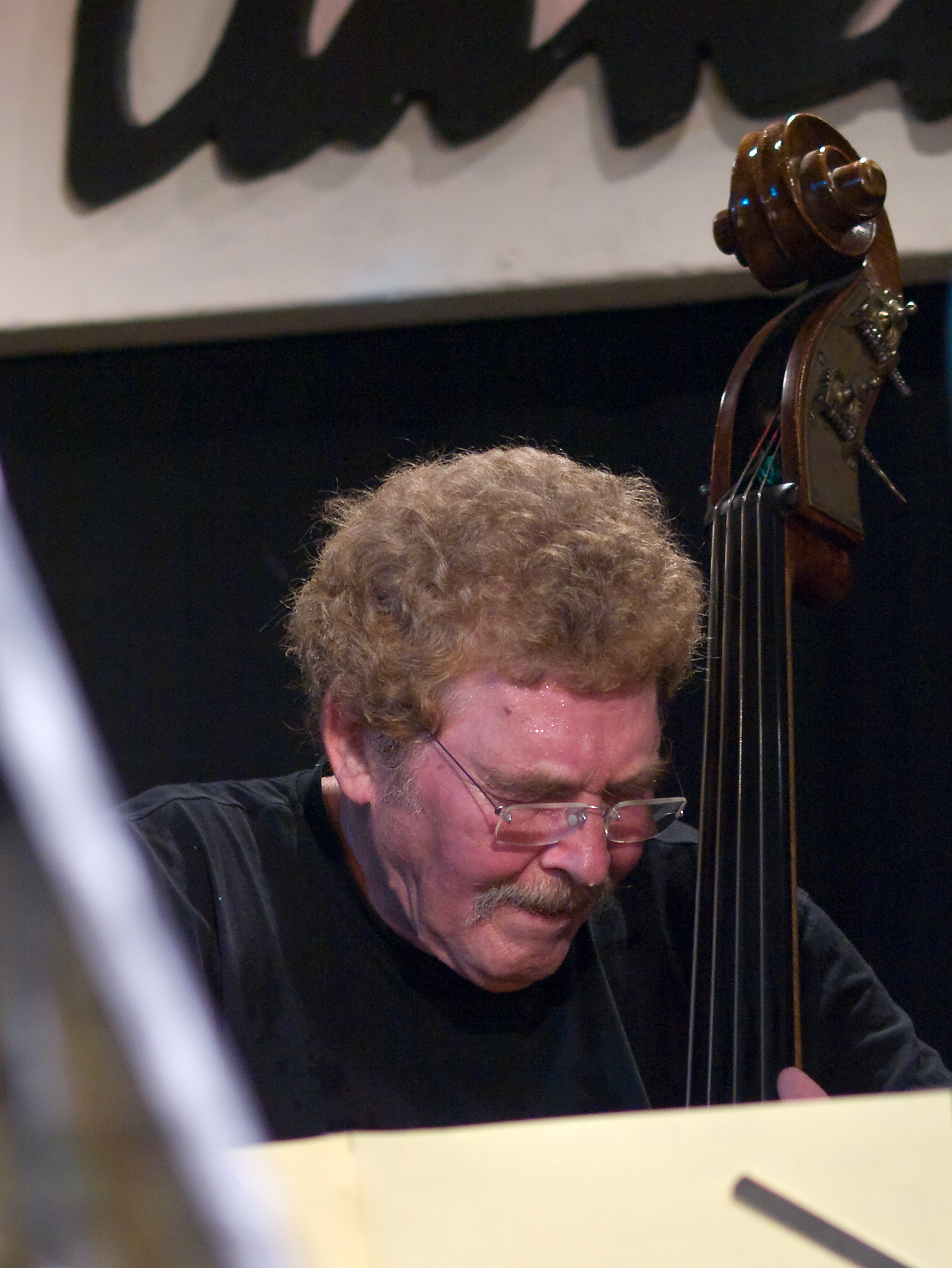
Günter Lenz im Jazzclub Unterfahrt (München 2009)

Günter Lenz (* 25. Juli 1938 in Frankfurt am Main) ist ein deutscher Jazzbassist und -komponist.

## Leben und Wirken
Lenz lernte zunächst, unterstützt von Carlo Bohländer, Gitarre und spielte seit Mitte der 1950er Jahre Jazz in den Clubs der US-Armee. Während des Wehrdienstes 1959/1960 wechselte er zum Kontrabass. Albert Mangelsdorff holte sich den Newcomer am Bass nach Peter Trunk, der sein Cousin war, in sein 1961 neu formiertes Albert Mangelsdorff Quintett. Lenz ist seit damals Mitglied des „hr-Jazzensembles“, für das er auch arrangiert und komponiert. 1965 arbeitete er auch im Quintett von Krzysztof Komeda. 1968 spielt er mit Joachim Kühn und Aldo Romano in der Band von Barney Wilen; auf den Berliner Jazztagen 1970 spielte er auch mit dem Sextett von George Russell und mit der Band von Leon Thomas. 1972 stieg Günter Lenz bei Mangelsdorff aus, um bei Kurt Edelhagen zu spielen. Das erlaubte ihm ein Jahr lang, Big-Band-Erfahrungen zu sammeln und sich in das Arrangieren für Jazzgruppen hineinzudenken.
Nach Auflösung der Edelhagen-Band 1973 zog er nach München, wo die vormaligen Edelhagen-Arrangeure Peter Herbolzheimer, Dieter Reith und Jerry van Rooyen sehr gefragt waren und eine Rhythmusgruppe für Studioarbeit aufbauten. Amerikanische Jazzmusiker schätzten die Zusammenarbeit mit ihm: Chet Baker, Coleman Hawkins, Oliver Nelson und Benny Bailey engagierten ihn für ihre Konzerttourneen und Schallplattenproduktionen, aber auch deutsche Musiker wie Eugen Cicero, Horst Jankowski oder Volker Kriegel. Mitte der 1970er bildete er zusammen mit Peter Giger und Eddy Marron ein Fusion-Trio und spielte auch in der Rhythmusgruppe von Clarinet Contrast sowie im Quintett von Manfred Schoof. Mit den 1971 aus der Mangelsdorff-Band ausscheidenden Kollegen Günter Kronberg und Ralf Hübner, sowie dem Pianisten Bob Degen und dem Saxophonisten Heinz Sauer spielte er zur gleichen Zeit in der Gruppe Voices. Zudem gründete er seine Gruppe Springtime (zunächst mit Trompeter Johannes Faber, den Saxophonisten Frank St. Peter und Leszek Zadlo, Bob Degen und Schlagzeuger Joe Nay), mit der er zweimal den Deutschen Schallplattenpreis errang. Mit Charly Antolini und Dirk Raufeisen spielte er ebenso im Trio wie mit Patrick Bebelaar und Herbert Joos. Außerdem trat er mit dem Südpool-Ensemble um Joos und Bernd Konrad auf.
Lenz schuf auch Orchesterarrangements für Plácido Domingo, die Tänzerin Nina Corti, die Radio Philharmonie des NDR sowie die Bigbands von HR und NDR. Er lehrte von 2001 bis 2006 Bass als Professor an der Musikhochschule Stuttgart und wurde 2004 mit dem Hessischen Jazzpreis als „vielseitige Musikerpersönlichkeit“ geehrt. Die Waldi Heidepriem Stiftung zeichnete ihn (2000) mit einem der höchstdotierten Preise der Branche als bester deutscher Jazzmusiker aus.

## Diskographische Hinweise
- The German All Stars: In Südamerika (CBS 1969, with Ack van Rooyen, Manfred Schoof, Albert Mangelsdorff, Rudi Fuesers, Rolf Kühn, Emil Mangelsdorff, Gerd Dudek, Heinz Sauer, Wolfgang Dauner, Ralf Hübner, Willi Johanns)
- Springtime: Roaring Plenties (L+R Records, 1980)
- Springtime: Majorleague (L+R Records, 1992)
- Springtime: Strict Minimum (JazzWerkstatt 2007, mit Claus Stötter, Gebhard Ullmann, Ernst-Ludwig Petrowsky, Dieter Glawischnig, Billy Elgart)[3]
- Beebelaar, Joos, Lenz: Book of Family Affairs (HGBS, 2013)